# Jacques Benoit
Jacques Benoit (pronuncia-se jak benoá) é um pintor francês, que faz da obra do arquiteto brasileiro Oscar Niemeyer uma das suas maiores fontes de inspiração.

## Biografia
Nascido em Argel, Jacques Benoit partiu aos sete anos para a França, após a guerra de independência da Argélia. Fez seus estudos secundários em Orleans e Nice, estabelecendo-se finalmente em Paris, onde estudou Artes Gráficas na École d’Art Met Penninghen no começo dos anos 1970.
Recém-formado, Benoit trabalhou em agências de publicidade, antes de assumir o cargo de diretor criativo da Euro Disney de 1991 a 1995; e diretor de criação no Futuroscope Park entre 2000 e 2002.
A virada do século marcou um período de fortes transformações na vida do pintor na medida em que abandonou sua carreira publicitária para se dedicar em tempo integral à pintura, que desenvolvia desde os meados dos anos 1990.

## Estilo
Desde os fins da década de 1990, o trabalho de Benoit tem sido fortemente inspirado pela arquitetura moderna, sobretudo por seu ramo brasileiro, representado por Lúcio Costa e Oscar Niemeyer.
A música pop tem sido outra grande influência na obra do artista, que engloba os estilos figurativo, narrativo e simbólico. Como influências mais marcantes, Benoit cita a música de Joni Mitchell, Rickie Lee Jones e Kate Bush, além do jazz de Miles Davis, Shirley Horn e o jazz fusion de Pat Metheny.
Ocasionalmente, as obras de Benoit fazem referência ao trabalho de cineastas consagrados, como Stanley Kubrick e Alfred Hitchcock.

## Influências

### A música de Elton John
Em 1973 Elton John encomendou a Jacques Benoit uma série de trabalhos a serem utilizados como material promocional da sua turnê mundial de 1974 (livro da turnê, camisetas e cartazes)

### A música de Joni Mitchell
Apaixonado pela música da cantora e compositora canadense Joni Mitchell, Benoit produziu, entre 1977 e 1989, uma série de trabalhos inspirados numa seleção de cinquenta poemas extraídos dos álbuns da cantora, desde Song to a Seagull (1968) até Chalk Mark in a Rainstorm (1988).
Na década de 1980, Benoit e Mitchell se encontraram duas vezes para discutir seus trabalhos. Em 30 de abril de 1983 o pintor apresentou uma primeira seleção de seus trabalhos a Mitchell durante uma série de seus concertos em Paris no Teatro des Champs-Elysées e no Casino de Paris. (Turnê mundial de Joni Mitchell Wild Things Tour/1983).
Encorajado por este primeiro encontro, Benoit deu continuidade a seu trabalho, planejando a publicação de um livro com as letras de Mitchell, ilustradas por suas pinturas. Em 1987, o primeiro modelo do livro foi enviado à cantora em Wiltshire, Inglaterra, onde Mitchell gravava o álbum Chalk Mark in a Rainstorm no estúdio Real World de Peter Gabriel.
Um segundo encontro foi realizado no estúdio Real World, quando Benoit apresentou a Mitchell uma nova série de pinturas. No total, o artista produziu sessenta aquarelas, gravuras, pinturas a óleo e em papel baseadas nas letras de Mitchell. Segundo Benoit, foi esta fase Joni Mitchell que o levou a abraçar a carreira de pintor profissionalmente.

### O World Trade Center
Em 2002 Benoit assistiu ao filme documentário 9/11 sobre o atentado terrorista ao World Trade Center em Nova York. O filme foi dirigido pelo ator/bombeiro James Hanlon em parceria com os cineastas franco-americanos Jules e Thomas Naudet.
No filme, James Hanlon sugere a fiel reconstrução do World Trade Center, como era antes da sua destruição. Já o prefeito de Nova York, Rudy Giuliani, propunha um empreendimento inteiramente novo, acompanhado por um monumento às vitimas do atentado.
Esta divergência inspirou Benoit, que levou a Nova York sua própria ideia a respeito da reconstrução do World Trade Center: as duas torres deveriam ser reerguidas, idênticas às originais, deixando, contudo, as marcas do ataque como homenagem às vítimas.
Um tríptico deste projeto foi doado por Benoit a James Hanlon na Brigada de Incêndio de Manhattan.

### A Arquitetura de Oscar Niemeyer

#### Exposição:Brasília: De Carne e Alma(1997, 2005, 2007, 2010, 2014)
Depois de visitar Brasília em 1994, Benoit organizou em Paris, a sua primeira exposição de telas inspiradas pela arquitetura de Oscar Niemeyer.
Uma nova série de pinturas deu seguimento a esta fase com a exposição Brasília: de Carne e Alma, apresentada por galerias de arte parisienses e pela Maison du Brésil na Cidade Universitária de Paris em 2005, 2007 e 2010. Brasília. De Carne e Alma foi apresentada de novo durante o verão de 2014, na cidade francesa de Châlons-en-Champagne, e inaugurada pelo Secretário de Estado e atual Deputado e Prefeito de Châlons, Benoist Apparu.

#### Brasília: Viagem em direção à Alvorada(2004)
Em 2003, Jacques Benoit propôs ao arquiteto Oscar Niemeyer a realização de um filme documentário chamado Brasília: Viagem em direção à Alvorada. No ano seguinte, Niemeyer recebeu Benoit em seu ateliê de Copacabana para a gravação da entrevista principal do filme, produzido e dirigido pelo pintor.
Na ocasião, Benoit ofereceu ao arquiteto a sua pintura Aeroporto de Brasília, inspirada no projeto original de Niemeyer, jamais levado a cabo pelo regime militar - o que provocou o autoexílio do arquiteto em Paris. Em troca, Niemeyer ofereceu a Benoit os croquis produzidos durante a entrevista.
De volta à França, o pintor editou um trailer de treze minutos com a entrevista e as imagens captadas no Brasil. Várias produtoras francesas se interessaram pelo projeto, mas o filme acabou não sendo realizado por falta de verbas.

#### Exposição:Três Traços de Oscar(2006)
Em 2005 o diretor do Espaço Cultural Oscar Niemeyer, Gérard Fournier visitou a exposição Brasília. De Carne e Alma na Maison du Brésil, na Cidade Universitária de Paris. Ali Fournier decidiu que a exposição seria reapresentada no Espaço Cultural Oscar Niemeyer, na sede do Partido Comunista Francês, projetada pelo próprio Niemeyer.
A nova exposição levou à criação de uma série de telas inspiradas nos edifícios projetados por Niemeyer na região metropolitana de Paris: a sede do Partido Comunista Francês, na Place du Colonel Fabien; a sede do jornal L’Humanité, no subúrbio de Saint-Denis; e a sede da Bolsa do Trabalho, no subúrbio de Bobigny.
Batizada Três Traços de Oscar a exposição foi inaugurada em novembro de 2006, ficando aberta até março de 2007. No acervo, 28 gravuras e telas de grande formato, sendo o políptico O Sonho de Um Pintor a grande vedete. Nele Benoit narra um encontro imaginário e alegórico entre Oscar Niemeyer, Stanley Kubrick e Kate Bush. Noutra tela, Nuvens em peça única, Benoit retrata um inusitado encontro entre Oscar Niemeyer e a cantora e compositora canadense Joni Mitchell.

#### Exposição: Château d’Ars (2009)
Em 2009 o prefeito da cidade de La Chatre, na França, Nicolas Forissier, convidou Jacques Benoit a expor seus trabalhos na galeria de arte do Castelo de Ars.
O pintor selecionou uma série de telas inspiradas por várias personalidades, sobretudo Oscar Niemeyer, além de trabalhos mais recentes inspirados pela cidade de Los Angeles.
A exposição que durou dois meses, foi batizada Oscar, Stanley, Joni, Rickie Lee, George, Kate et autres Corps et Âmes hantant les lieux du Monde (literalmente, Oscar, Stanley, Joni, Rickie Lee, George, Kate e outros corpos e almas assombrando os lugares do mundo).

#### 50 Anos de Brasília (2010)
Em 2009 a Comissão do Cinquentenário de Brasília selecionou o trabalho de Benoit para integrar o calendário de eventos comemorativos a serem realizados no ano seguinte.
Com o apoio de Elaine Ruas (Diretora de projetos culturais em Brasília) e de Silvestre Gorgulho, então Secretário de Cultura do Distrito Federal, a exposição de Benoit foi organizada na Galeria Rubem Valentim do Centro Cultural Renato Russo. Na mostra, batizada Brasília. De Carne e Alma Benoit apresentou 27 pinturas em grande formato em tela e papel de diferentes técnicas, assim como monotipos de diferentes gravuras em impressos originais.
Depois da comemoração dos 50 anos da capital, a mesma exposição foi reapresentada no Espaço Cultural Oscar Niemeyer em Paris, na primavera de 2011.

#### Brasília, 50 anos - Meio Século da Capital do Brasil(2013)
Brasília, 50 anos - Meio Século da Capital do Brasil é uma exposição itinerante sobre a história da cidade, apresentando documentos, objetos e fotografias, que datam desde o século XVIII.
Na etapa de Paris, realizada no Espaço Cultural Oscar Niemeyer, Jacques Benoit complementou o acervo da exposição com o seu mais recente trabalho, criado especialmente para esta exposição: uma obra intitulada A Ausência (The Absence), que celebra a morte de Oscar Niemeyer.
O políptico, chamado A Ausência (The Absence), retrata o escritório de arquitetura de Oscar Niemeyer, com vista para a praia de Copacabana no Rio de Janeiro, e a inserção simbólica da Catedral de Brasília na paisagem. Segundo o pintor, as telas foram pintadas sob a influência de The Absence (álbum) de Melody Gardot, assim como da composição Nenia do trompetista italiano Paolo Fresu.

### Los Angeles e a música de Rickie Lee Jones
Buscando novas fontes de inspiração, Benoit criou em 2007 uma série de telas incorporando o espírito urbano de Los Angeles, na Califórnia, oferecendo uma visão noturna e caleidoscópica da cidade.
Intitulada Sur la Trace des Versants Ouest (literamente "Nos Rastos das Vertentes Oeste"), as telas foram inspiradas pela canção Traces of the Western Slopes da cantora e compositora norte-americana Rickie Lee Jones, co-escrita por Sal Bernardi (sétima faixa do álbum Pirates de Rickie Lee Jones, lançado em 1981) – considerada por muitos uma das melhores canções na carreira da artista.

#### Exposição:Sur la Trace des Versants Ouest
Série de nove telas de grande formato, exibidas em Paris em novembro de 2007.

### A Arquitetura do Aeroporto de Orly
Em 2003, Benoit produziu duas telas de grande formato, (Orly (Sul)-Dominique Francon attend Howard Roark e Orly (Sul)-En attendant de voir la suite) inspiradas pela arquitetura do aeroporto de Orly em Paris. Projetado pelo arquiteto francês Henri Vicariot, o edifício de 1962, representativo do estilo Mouvement moderne francês -o Modernismo-, foi rebatizado Asa Sul depois da adição de uma Asa Oeste, e da construção do novo aeroporto de Roissy-Charles de Gaulle, ao norte de Paris.
De volta aos seus projetos de inspiração brasileira, o pintor pôs de lado o aeroporto de Orly por alguns anos. Só retornou ao tema em 2008, quando pintou uma série de onze telas inspiradas pelo jazz da cantora Shirley Horn, a trilha sonora do filme de Louis Malle Ascenseur pour l'échafaud (Ascensor para o Cadafalso) composta por Miles Davis, e as trilhas sonoras dos filmes de Claude Lelouch Viver por Viver e Un homme et une femme (Um Homem e uma Mulher), ambas compostas por Francis Lai.

#### Exposição:Orly (Sul)
Em 2002 a galeria Dubois Friedland, em Bruxelas, apresentou a exposição Orly (Sul) (constituída só por as pinturas criadas entre 2008 e 2011), com o apoio da embaixada francesa na Bélgica.
Desde então Benoit tem trabalhado na sequência de Orly (Sul) com uma nova série de pinturas inspiradas pelo arquiteto francês Henri Vicariot.